# Nubhetepti
Nubhetepti (nb-ḥtp.tỉ, "L'or [=Hathor] està satisfet") va ser una reina egípcia de la XIII dinastia. Es desconeix amb quin rei es va casar. És coneguda principalment pels seus segells d'escarabat, que es poden datar pel seu estil a la dinastia XIII, cap al 1750 aC. També se la coneix per una estatueta trobada a Semna.
| nbw · N33A | Htp | ti | i |

| nbw · N33A | Htp | ti | i |

Tenia els títols de "Dona del rei" i "Mare del Rei", el que indica que estava casada amb un rei i va ser mare d'un altre. Es desconeix la identitat de tots dos. Tanmateix se l'ha relacionat amb el rei Hor, el qual tenia una filla anomenada Nubhetepti-khered. Aquest nom es tradueix com a "Nubhetepti-la nena", el que indicaria que hi havia al mateix moment una altra Nubhetepti més gran. Per això s'ha argumentat que Nubhetepti era l'esposa del rei Hor i potser la mare de la pròpia princesa Nubhetepti-khered. Si fos així Nubhetepti podria haver estat la mare dels reis Sekhemre Kutawire i/o Djedkhepereu, els quals es creu que eren fills d'Hor.
Hi ha altres escarabats d'una reina també anomenada Nubhetepti amb els títols de "Gran esposa reial" i "Unida amb la corona blanca". Tot i així es considera que aquests escarabats pertanyen a una altra reina amb el mateix nom o, fins i tot, a la mateixa Nubhetepti en dues etapes diferents de la seva vida.